# 揚山
揚山（英語：Mount Young），是南極洲的山峰，位於杜費克海岸，處於拉姆西冰川東岸，海拔高度770米，在1947年2月16日由美國海軍發現和拍攝照片，現時由南極條約體系管理。